# لئونیداس رودس
لئونیداس رودس (یونانی باستان: Λεωνίδας ὁ Ῥόδιος؛ ۱۸۸ قبل از میلاد – نامشخص) دونده اهل یونان باستان بود که در بازی‌های المپیک باستان شرکت کرده بود.
وی در مسابقات کشوری و بین‌المللی در مجموع برندهٔ ۱۲ مدال طلا شده‌است.